# Банк-оф-Америка-Плаза
Банк оф Америка Плаза (англ. Bank of America Plaza) — хмарочос, розташований між центральною і діловою частиною міста Атланта (штат Джорджія, США). Маючи висоту 312 м, станом на 29 лютого 2016 року посідав 87-ме місце у списку найвищих будинків світу. Станом на 21 березня 2014 року посідав 10-те місце серед найвищих будівель США. Був найвищим хмарочосом штату Джорджія. Від 1992-го до 2016 року був найвищим будинком у США за винятком Чикаго та Нью-Йорка. Будівництво завершили 1992 року. Спочатку будинок мав назву NationsBank Plaza. Офісні приміщення займають 55 поверхів. Будівля  мала стати штаб-квартирою Citizens & Southern National Bank (який під час будівництва об'єднався з Sovran Bank), але стала власністю NationsBank, який утворився внаслідок того, що банк NCNB здійснив вороже поглинання C&S/Sovran.

## Архітектура
Будівлю розробила компанія Cousins Properties, а спроектувала її архітектурна фірма Kevin Roche John Dinkeloo and Associates LLC. Побудована в постмодерністському стилі, що нагадує Ар-деко. Будівництво забрало лише 14 місяців, що є одним з найшвидших темпів будівництва серед будівель заввишки понад 300 метрів. Виразний вигляд будинку на тлі міста посилюється темним кольором його екстер'єру.
На даху хмарочоса височіє 27-метровий обеліскоподібний шпиль, що відтворює форму всієї будівлі. Більшу його частину покриває плівка сухозлітного золота 960-ї проби. Розташована під обеліском піраміда з відкритою ґраткою завдяки освітленню виблискує вночі жовто-помаранчевими кольорами. Просто кажучи, це сучасна інтерпретація стилю Ар-деко, яку також можна побачити у хмарочосах на кшталт Емпайр-Стейт-Білдінг і Крайслер Білдінг. Житлову частину будівлі різко завершує плаский дах, на якому і розміщена піраміда зі сталевих ферм, освітлена вночі натрієвими газорозрядними лампами високого тиску. Дизайн будівлі порівнюють із Мессертурмом у Франкфурті-на-Майні (Німеччина).

## Реконструкції та охорона довкілля
2014 року завершено реконструкцію вестибюля, фітнес-центру і конференц-зали. Вартість робіт становила 30 мільйонів доларів США. А ще будівля здобула срібний сертифікат за програмою LEED. Міська комерційна палата Атланти вручила управителям будівлі та майна нагороду E3 Liquid Assets як визнання сталого розвитку водних ресурсів.

## Власники будівлі
2006 року BentleyForbes придбала будівлю у Cousins Properties за 436 млн доларів США, тобто рекордні 348 доларів за квадратний фут ($3746 за квадратний метр). 2012 року LNR та кредитори придбали майно через процедуру звернення стягнення.
2013 року CWCapital перебрала від LNR відповідальність за управління активами, спонсорування та представлення власників облігацій будівлі, і найняла компанію з рієлторських послуг Cushman & Wakefield а також управителя майном Onyx Equities.

## В популярній культурі
Будівля з'являється як штаб-квартира Westgroup Energy в драматичному серіалі AMC "Зупинись і гори".

## Галерея

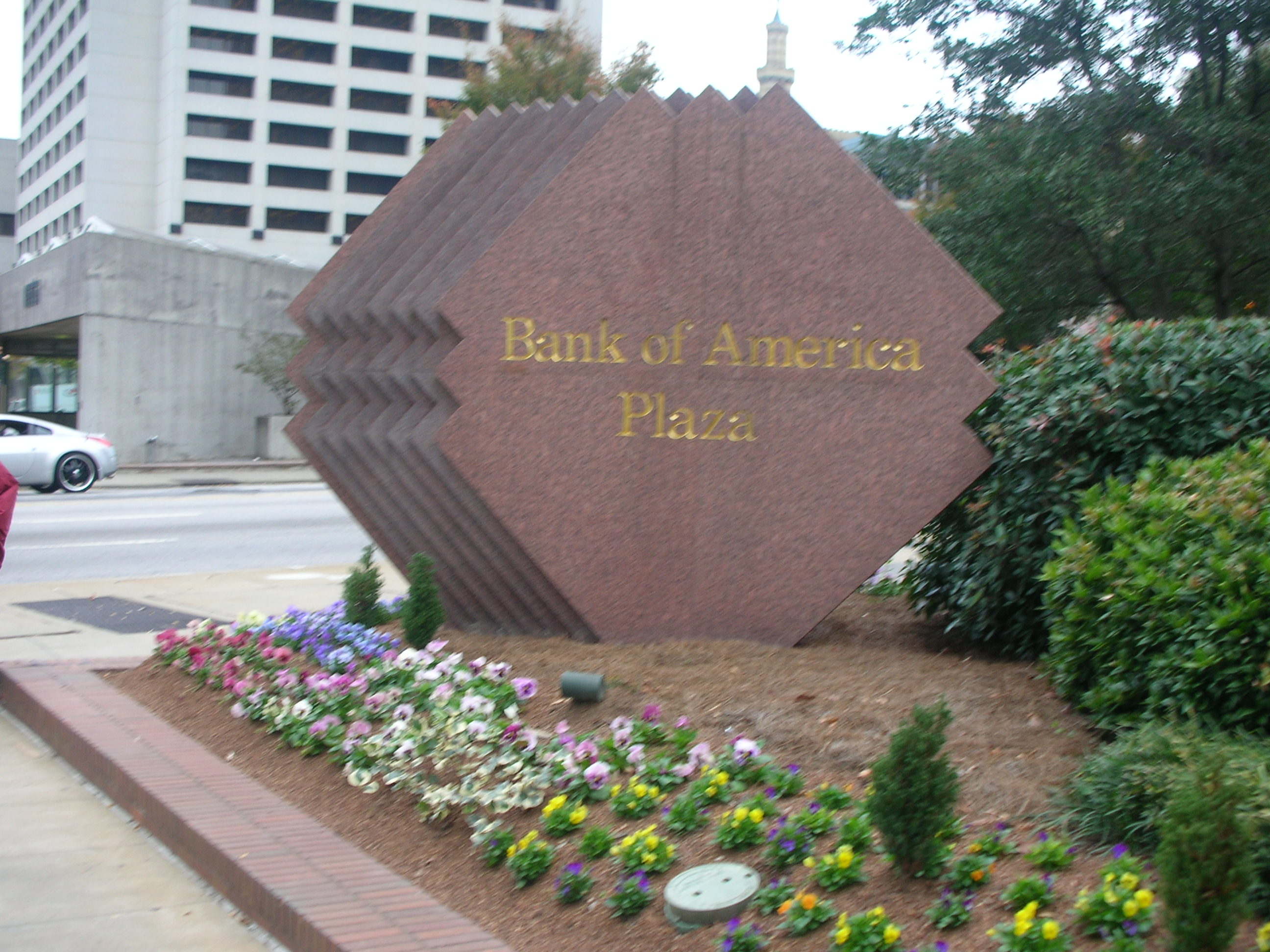
Вказівник на вулиці
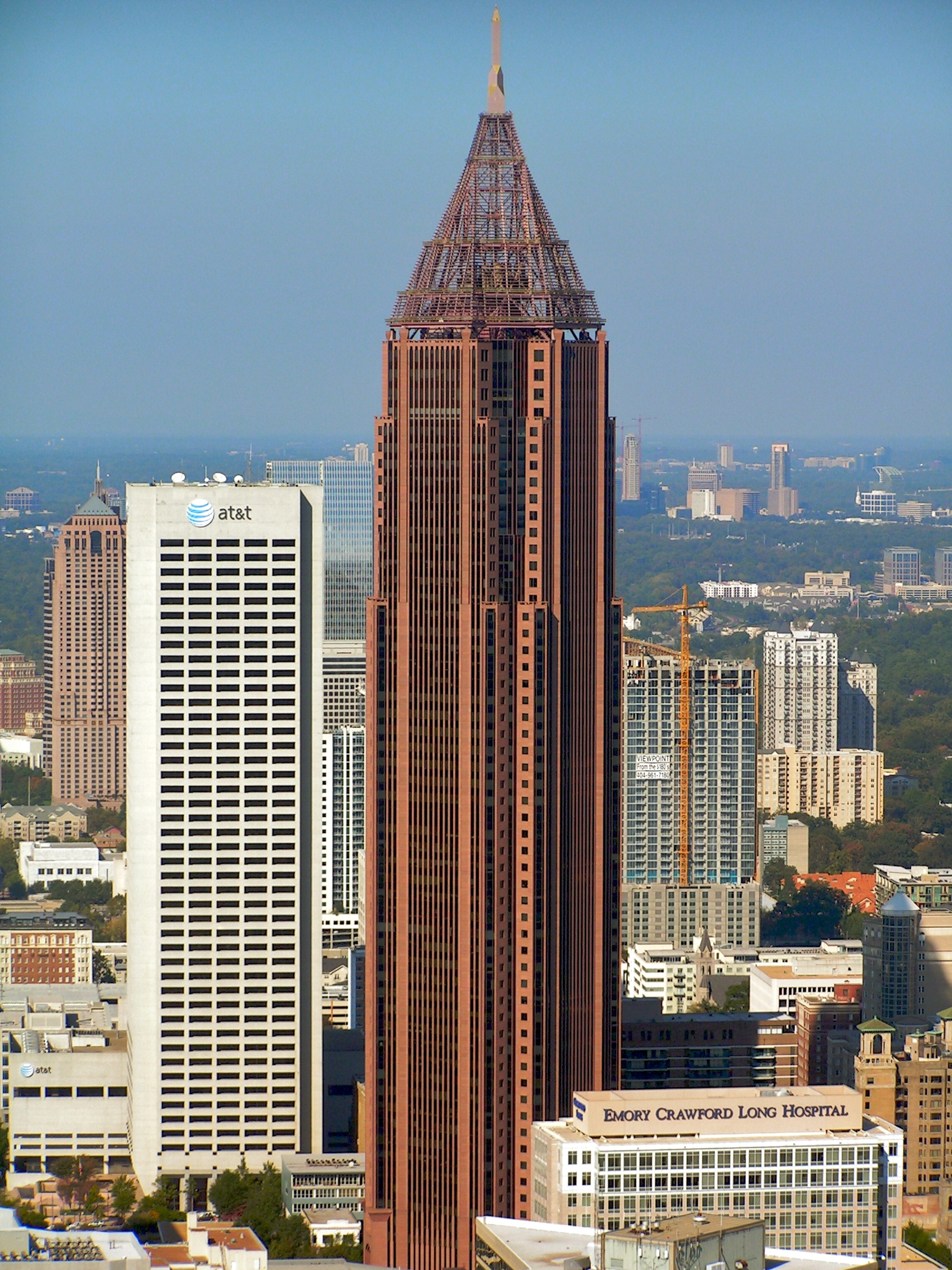
Краєвид будинку з Westin Peachtree Plaza[en]
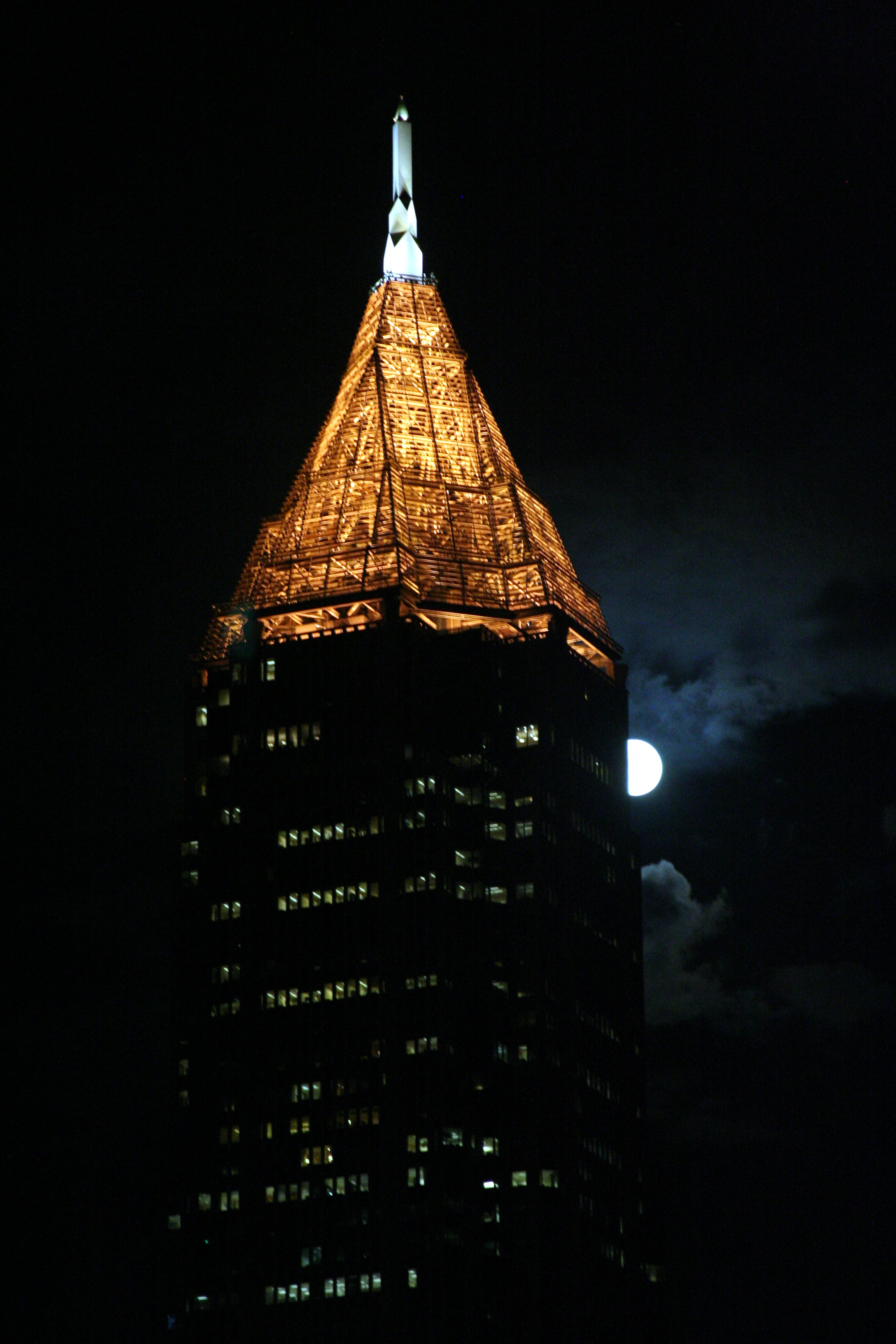
Нічний вигляд будівлі
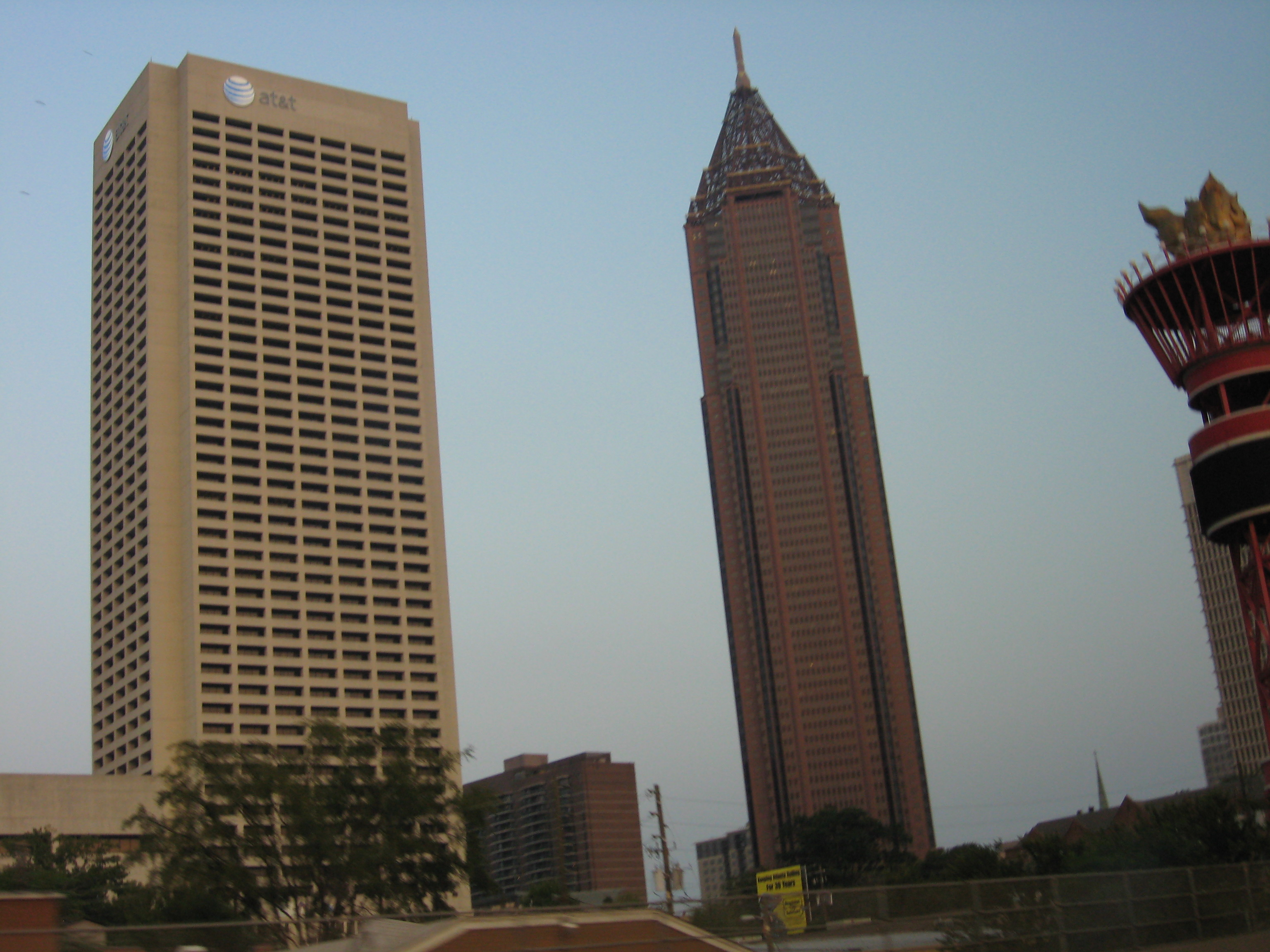
Будівля AT&T ліворуч і Банк оф Америка Плаза праворуч
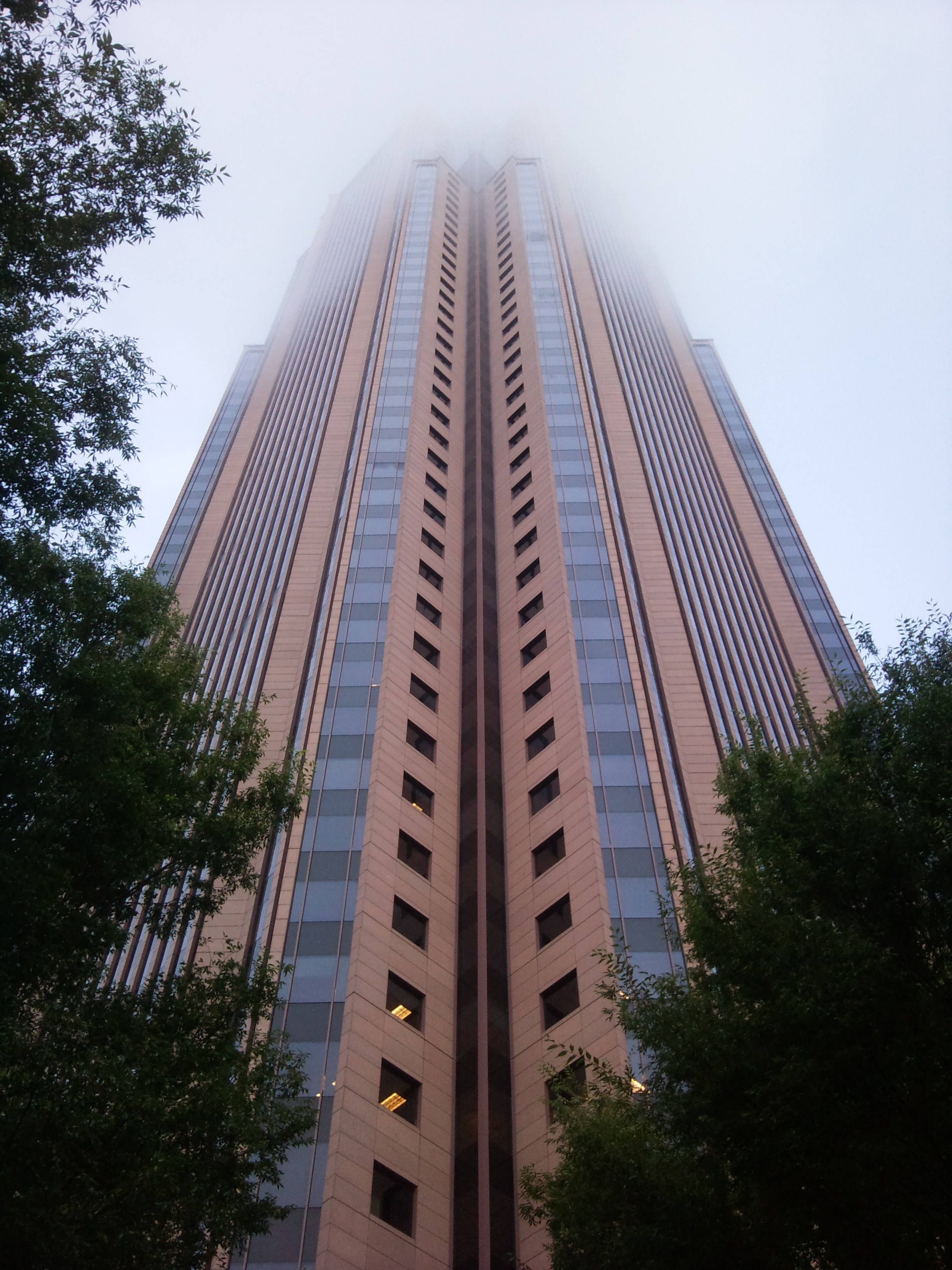
Вигляд будівлі якщо наближатись від вулиці Пічтрі (Peachtree)